# NGC 5288
NGC 5288 је расејано звездано јато у сазвежђу Шестар које се налази на NGC листи објеката дубоког неба.
Деклинација објекта је - 64° 41' 11" а ректасцензија 13h 48m 45,6s. Привидна величина (магнитуда) објекта NGC 5288 износи 11,8. NGC 5288 је још познат и под ознакама OCL 910, ESO 97-SC7.